# Estación Gregorio Villafañe
Gregorio Villafañe es una estación ferroviaria ubicada en la localidad del mismo nombre, partido de Chacabuco, Provincia de Buenos Aires, Argentina.

## Servicios
pertenece al Ferrocarril General San Martín de la red ferroviaria argentina, en el ramal que une las estaciones de Chacabuco y Mayor José Orellano.

## Historia
En el año 1865 fue inaugurada la estación, por parte del Ferrocarril Buenos Aires al Pacífico, en el ramal a Mayor José Orellano.